# Baron Westwood
Baron Westwood, of Gosforth in the County of Northumberland, ist ein erblicher britischer Adelstitel in der Peerage of the United Kingdom.

## Verleihung
Der Titel wurde am 29. Januar 1944 für den Gewerkschafter William Westwood geschaffen. Dieser war damals Generalsekretär der Ship Constructive and Shipwrights' Association.
Heutiger Titelinhaber ist seit 1991 dessen Enkel William Westwood, 3. Baron Westwood.

## Liste der Barone Westwood (1944)
- William Westwood, 1. Baron Westwood (1880–1953)
- William Westwood, 2. Baron Westwood (1907–1991)
- William Westwood, 3. Baron Westwood (* 1944)

Titelerbe (Heir Apparent) ist der ältere Sohn des aktuellen Titelinhabers, Hon. William Westwood (* 1972).